# Endangered
Endangered (conocido como En Peligro de Extinción en América Latina) es el décimo noveno episodio de la segunda temporada de la serie de televisión estadounidense de drama/policíaco/sobrenatural/fantasía oscura Grimm. El guion principal del episodio fue escrito por el guionista Spiro Skentzos, mientras que la dirección general estuvo a cargo de David Straiton. 
El episodio fue emitido originalmente el 30 de abril del año 2012 por la cadena de televisión NBC como parte de una programación especial de la temporada por la cadena de televisión. En América Latina el episodio se emitió el 19 de agosto del mismo año con subtítulos y doblaje al español estándar disponibles por el canal Unniversal Chanel.  
En este episodio Nick, Monroe y Rosalee tienen que encontrar la manera de ayudar a una pareja de wesen con apariencia de alienígenas humanoides porque están siendo perseguidos por despiadado cazador de Wesen.

## Argumento
En una granja, un par de granjeros son atacados por una criatura humanoide que estaba atacando a las vacas del lugar: tras matar a uno de los hombres, la criatura huye del segundo no sin antes perder un pedazo de su piel brillante en una cerca con púas. 
Nick vuelve a despertar su interés por la llave y como primera parada le muestra el fragmento del mapa a Monroe, quien tras analizarlo explica que el lugar tiene muchas características de una zona de Alemania. Más tarde Nick decide confrontar al capitán Renard sobre el mismo asunto para descubrir más del tema: el semi Zauberbiest explica que las familias tienen bajo su posesión cuatro llaves de siete, y que descontando la llave que tiene Nick, existen otras dos llaves perdidas. También revela que él ya no confía en su familia y que las siete casas harán todo lo que haga falta para encontrar lo que sea que esté escondido en el mapa que revelan las llaves.  
Unas horas después Nick y Wu llegan a la granja para investigar los reportes de avistamientos de extraterrestres y las mutilaciones a vacas, mostrándose escépticos de estar lidiando con alienígenas. El caso se vuelve más extraño cuando al lugar llega un autoproclamado ufólogo llamado George Lazure que al parecer es un fanático del tema, poco después los detectives encuentran el trozo de la piel en la cerca de púas. Gracias a los análisis de la forense de Portland, Nick y Wu descubren que la piel es humana y contiene luciferasa, una enzima presente en la bioluminiscencia.     
Mientras tanto en una parte aislada de la granja, el wesen de nombre Vicent se reúne con su pareja Jocelyn y tras una conversación los dos deciden continuar su búsqueda por un lugar seguro donde puedan vivir con su bebé, dado que la mujer esta en los últimos meses de su embarazo. Los dos terminan robando el vehículo de una mujer al verse obligados a desplazarse con rapidez. Tras pasar unas horas conduciendo, los dos se ven obligados a refugiarse en un nuevo lugar abandonado y buscar más ovarios de vacas para sustento del bebe.
En Portland, Juliette visita a Monroe para comentarle que se siente triste, porque ahora que está recordando a Nick, está convencida de que el mismo ya no podrá amarla como antes debido a la forma en la que lo ha tratado. Monroe la consuela afirmando lo contrario. Poco después Juliette le pregunta directamente que es un Grimm, obligando al Blutbad a comentarle que es una persona diferente que ve cosas que nadie más puede. La veterinaria relaciona lo descubierto con el recuerdo de la noche en la que Nick intento confesarle su verdadera identidad.
En el tráiler de la tía Marie, Nick investiga a los Wesen con los que lidia y termina descubriendo la existencia de los Glühenvolk, una especie antigua de Wesen poseedora de una piel hermosa y brillante, y al parecer son la base de la humanidad para creer en los extraterrestres. Nick decide pedirle ayuda a Monroe y Rosalee en el caso, los dos se muestran sorprendidos de saber sobre los Glühenvolk, y proceden a explicarle a su amigo Grimm que la especie se cree extinta porque en el pasado se la cazaba para hacerse con su piel bioluminiscente. En otra parte, George rastrea a los wesen y tras una llamada con su superior procede apresurarse en su misión justo antes de transformarse en un Raub-Kondor.
Tras analizar los datos del caso y compararlos a los hábitos de los Glühenvolk, los tres rastrean a la pareja en una zona cercana a la granja. Allí encuentran la camioneta de George Lazure y descubren algo horrible: el hombre no es un especialista en ovnis sino un cazador de Wesen listo para atrapar a sus nuevos objetivos, ya que en la camioneta tiene un cuchillo para despellejarlos y tratarlos con Sauver Sa Peau, una poción que preserva a los wesen manteniendo intacta su piel hasta 6 o 7 horas después de la muerte.
Sabedores del peligro que corren los dos Glühenvolk, Nick, Monroe y Rosalee consiguen encontrar a Jocelyn y la ayudan a dar luz a su hija, quien nace sin ninguna clase de complicaciones y pone contentos tanto a Jocelyn como a Vincent. Sin embargo en ese momento aparece George listo para matar a sus objetivos, pero es detenido por intervención de los héroes, termina muriendo por su propia arma, y queda completamente transformado aun después de morir debido a la poción Sauver Sa Peau. Vincent y Jocelyn toman la camioneta de George y se dirigen a Alaska, un lugar donde se dice que residen los últimos sobrevivientes de su especie. Con el caso resuelto, Nick llama a más autoridades para investigar el resto del caso esperando que lleguen cuando el efecto de las drogas haya pasado. Pero en contra de lo que esperaba él, un equipo SWAT encuentra el cadáver de George aún transformado justo antes de que los efectos terminaran de desvanecerse.

## Elenco

### Principal
- David Giuntoli como Nick Burkhardt.
- Bitsie Tulloch como Juliette Silverton.
- Silas Weir Mitchell como Monroe.
- Sasha Roiz como el capitán Renard.
- Reggie Lee como el sargento Wu.

## Producción
La frase tradicional al comienzo del episodio se desprende de un cuento de hadas de los hermanos Grimm titulado "Hermanito y Hermanita", un relato en el que un par de hermanos se ven obligados a sobrevivir por su cuenta y pasar por muchas adversidades tras ser abandonados por su malvada madrastra. El argumento del episodio evoca un poco al cuento, pero no es una reinvención total del mismo.
Aunque el episodio estaba programado para emitirse en una ronda sin interrupciones tras el retorno de la serie, el episodio eventualmente terminó estrenándose el martes 30 de abril, a tan solo 4 días de su antecesor. Esta decisión fue tomada por la NBC tras la cancelación del reality Ready for Love y el estreno de la nueva temporada de la exitosa serie The Voice.

### Actuación
Claire Coffee, quien interpreta a Adalind Schade, no aparece en este episodio y no fue acreditada. 
El actor Rusell Horby vuelve a estar ausente debido a la lesión que sufrió antes de la filmación del episodio.

### Continuidad
- Es la segunda ocasión consecutiva en la que humanos ven la woge de un wesen.
- Juliette recuerda a Nick decirle lo que significa ser un Grimm, solo que esta vez lo escucha de los labios de Monroe.
- Renard revela que las familias reales tienen 4 llaves de 7, y que solo dos más están en cualquier otra parte del mundo.

## Recepción

### Audiencia
En el día de su transmisión original en los Estados Unidos por la NBC, el episodio tuvo una recepción de 5.770.000 de telespectadores, esto fue debido a que el episodio debutó a solo 4 días de la emisión del antecesor. No obstante el total de personas que vieron el episodio fue de 8.670.000 personas.

### Crítica
Kevin McFarland de AV Club le dio a episodio una B+ en una categoría de la A a la F comentando: "Me gustan los episodios en los que Nick no tiene que trabajar con Hank para guardar las apariencias en un caso policíaco. Tomando la información de los sospechosos como un punto para saltar e involucrarse como Grimm con Rosalee y Monroe y esto siempre funciona como una de las mejores puntos fuertes del show: la química entre Turner, Mitchell, e incluso Giuntoli, que continua evolucionando." También comento que de igual manera le gustaron los otros elementos del episodio: "NBC fue afortunada con este episodio, pues combina una sorpresiva trama exitosa, que pudo haber salido mal de muchas formas, con algunos momentos pesados de exposición y mitología."
Shilo Adams de TVOvermind tenía cosas positivas que decir de Endangered: Me gustó como el primer episodio de Grimm en los martes trató de presentar un acercamiento a tripas de vacas en los primeros minutos del episodio ¡Bienvenidos a la fiesta, nuevos espectadores! Así que Alienígenas, chicos. Este episodio fue, como se esperaba, bastante tonto ¿Pero me gustó? Fue un caso de la semana lo suficientemente diferente como para no aburrirme y mi amor por Erin Way (DEP Alphas) ciertamente no dolió nada. Además, aprecio la recapitulación del asunto entero de la llave, Juliette finalmente involucrándose y Renard continúa siendo un buen aliado de Nick."